# Генуэзско-феодоритская война (1433—1441)
Война 1433—1434 годов между Генуэзской республикой и княжеством Феодоро в союзе с Крымским улусом Золотой Орды вспыхнула вокруг спора об обладании крепостью Чембало (нынешняя Балаклава). Война происходила на фоне затяжной Ломбардской войны и накала конфликта между Венецией и Генуей,  в котором были вынуждены участвовать и их колониальные владения, располагавшиеся в Азово-Черноморском бассейне («Stato da Mar» и Газария).

## Предпосылки
Усиление княжества Феодоро, владения которого простирались от Каламиты до Фуны, упираясь здесь в границы генуэзского капитанства Готия, обострило политическую ситуацию на южном берегу Крыма. По договору 1381 года хан Золотой Орды Тохтамыш, в благодарность за помощь против Мамая, отдал во владение Генуэзской республике побережье Готии, чем поставил в невыгодное положение княжество Феодоро, находившееся тогда в вассальных отношениях с Ордой — оно фактически оказалось отрезано от морских портов.
Недовольный таким положением, князь Феодоро Алексей Старший стремился найти путь к морю, но всё побережье от руин Херсонеса до Каффы (нынешней Феодосии) находилось в руках итальянцев. Начав борьбу за побережье, в войне 1422-1423 годов он не смог добиться желаемого успеха, однако князю удалось построить на побережье крепость-порт Каламиту (нынешний Инкерман).
Соперничая между собой за территории, Феодоро и Каффа были втянуты в постоянный конфликт между двумя старыми соперницами — Венецией и Генуей. Венецианцы, не обладавшие в Причерноморье сколько-нибудь значимыми военными опорными пунктами или флотом, вынуждены были искать союзников среди местных владетелей, настроенных против генуэзцев. Одним из таких, безусловно, являлся архонт Феодоро Алексей, который только искал повода для возвращения Чембало и побережья Готии.

## Начало конфликта
Причиной конфликта стала морская торговля в нынешней Севастопольской бухте. Княжеству Феодоро принадлежал там лишь один порт — Авлита, который и прикрывала Каламита. Генуэзцам принадлежала важная крепость Чембало с портом, который генуэзцы отобрали у местных владетелей и не собирались возвращать. Десятью годами ранее Алексей отвоевал Чембало, и готовился повторить успех.
В конце февраля 1433 года в городе вспыхнул мятеж, вероятно, инспирированный феодоритами. Преимущественно греческое население Чембало изгнало из крепости генуэзцев, а через несколько дней феодоритские войска заняли город. К концу февраля года феодориты овладели всей территорией консульства. Некоторые исследователи полагали, что им удалось захватить всё побережье до Лусты, но исторических доказательств этому пока нет. Вначале генуэзские власти в Каффе решили справиться собственными силами и попытались отбить крепость, но, встретив сопротивление феодоритов, отступили. Пришлось запрашивать помощи у метрополии, и весной следующего года из Генуи отправилась карательная экспедиция. Её капитаном стал «золотой рыцарь» Карло Ломеллино / Ломеллини (Carlo Lomellino, Dominus Carolus Lomellinus; титул «Золотого Рыцаря» — Cavaliere aurato — пожалован Миланским герцогом), сын Наполеона, правителя Корсики (signore della Corsica).

## Взятие Чембало
В пятницу 4 июня 1434 года генуэзские корабли достигли нынешней Балаклавской бухты. К воскресенью (6 июня) генуэзцы осадили Чембало со всех сторон, но захватить крепость с ходу не получилось. Тогда Ломеллино приказал весь следующий день обстреливать из корабельных орудий одну из башен, которая в итоге развалилась. Жители пытались вечером начать переговоры, но противник требовал безоговорочной капитуляции, которая была отвергнута, так что во вторник (8 июня) штурм возобновился. Генуэзцы захватили ворота и ворвались на территорию города. Уцелевшие феодориты во главе с сыном князя Алексея по прозвищу Олубей укрылись в цитадели, но, не имея возможности сопротивляться, сдались, а город был подвергнут разграблению. Каламита была сожжена дотла спустя пару дней. Генуэзцы владели Каламитой с 1433 по 1441 год.
2 июня Карло Ломеллино прибыл в Каффу — столицу генуэзских владений на Чёрном море. Основная цель кампании, возвращение Чембало, была достигнута, однако война не закончилась. К столице Крымского юрта, Солхату, был отправлен посланник, убитый в пути при невыясненных обстоятельствах. Это стало поводом для похода против татар, которые поддерживали Готию в войне с Каффой.

## Солхатская битва
22 июня генуэзские войска достигли местности, называемой Кастадзон (в долине реки Чурук-Су, где расположена деревня Карагоз), хотя до самого поселения армия и не дошла. Внезапно появившиеся ордынские всадники обратили в бегство передовые части итальянцев, а затем всеми силами ударили по пехоте, которая оказалась не готова к бою. Генуэзцы бежали с поля боя, а татарская кавалерия преследовала их до самой ночи. 7 июля к стенам Чембало прибыл отряд татар, потребовавших сдать город. Генуэзцы, потрясённые недавним разгромом, согласились вести переговоры и выслали своего представителя, но до капитуляции дело не дошло.

## Последний этап войны
Вскоре к хану прибыл посланник из Каффы с предложением выкупа  и мира. Мирный договор, очевидно, не касавшийся взаимоотношений Каффы и Феодоро, был заключён под стенами столицы Крымского улуса 13 июля 1434 года, а через два дня неудачливый покоритель Крыма Карло Ломеллини отбыл обратно в Италию. Однако с княжеством Феодоро война продолжалось до 1441 года, хотя последний документированный эпизод той войны — нападение галеры Габриеле де Мари на побережье, контролируемое феодоритами — зафиксирован в 1438 году. Война между Каффой и Феодоро закончилась осенью 1441, о чём позволяет судить один из документов, отправленный из Каффы в метрополию, сообщающий о освобождении пленных по случаю мира, заключенного с Алексеем.